# Pont-canal de Flavigny-sur-Moselle
Le pont-canal de Flavigny est un pont-canal qui traverse la Moselle à Flavigny-sur-Moselle en Lorraine, avec une portée de 160 mètres. Il fut construit en 1880 et est constitué de 10 arches.
Le canal des Vosges passe sur le pont-canal.